# سانتا ماریا ا مونته
سانتا ماریا ا مونته (به ایتالیایی: Santa Maria a Monte) یک کومونه در ایتالیا است که در استان پیزا واقع شده‌است. سانتا ماریا ا مونته ۳۸ کیلومتر مربع مساحت و ۱۳٬۲۵۳ نفر جمعیت دارد و ۵۶ متر بالاتر از سطح دریا واقع شده‌است.

## خواهرخوانده
شهر Fontvieille خواهرخواندهٔ سانتا ماریا ا مونته هست.